# Dispositivo semiconductor

Una estructura de transistor de juntura bipolar

Un dispositivo semiconductor es un componente electrónico que emplea las propiedades electrónicas de los materiales semiconductores, principalmente del silicio, el germanio y el arseniuro de galio, así como de los semiconductores orgánicos.  Los dispositivos semiconductores han reemplazado a los dispositivos termoiónicos (tubos de vacío) en la mayoría de las aplicaciones. Usan conducción electrónica en estado sólido, como diferente del estado gaseoso o de la emisión termoiónica en un gran vacío. 
Los dispositivos semiconductores se fabrican tanto como dispositivos individuales discretos, como circuitos integrados (CI), que consisten en un número -desde unos pocos (tan pocos como dos) a miles de millones- de dispositivos fabricados e interconectados en un único sustrato semiconductor, también denominado oblea. 
Los materiales semiconductores son tan útiles debido a que su comportamiento puede ser fácilmente manipulado por la adición de impurezas, conocidas como dopaje . La conductividad semiconductora puede ser controlada por la introducción de un campo eléctrico o magnético, por la exposición a la luz o el calor, o por deformación mecánica de una rejilla monocristalina dopada; por lo que, los semiconductores pueden ser excelentes sensores.  La conducción de corriente en un semiconductor se produce a través de electrones y agujeros móviles o "libres", conocidos conjuntamente como portadores de carga.  El dopaje de un semiconductor como el silicio con una pequeña cantidad de átomos de impurezas, tales como el fósforo o boro, aumenta en gran medida el número de electrones o agujeros libres dentro del semiconductor.  Cuando un semiconductor dopado contiene huecos en exceso que se llama "tipo p" y cuando contiene un exceso de electrones libres se conoce como de "tipo n", donde p (positivo para agujeros) o n (negativo para electrones) es el signo de los portadores de carga móviles mayoritarios.  El material semiconductor que se utiliza en dispositivos se dopa en condiciones muy controladas en una instalación de fabricación, o fab, para controlar con precisión la ubicación y la concentración de dopantes tipo-p y tipo-n. La unión que se forma entre los semiconductores de tipo-n y tipo-p se denominan junturas p-n.

## Aplicaciones de los dispositivos semiconductores
Todos los tipos de transistores pueden utilizarse como bloques de construcción de elementos lógicos fundamentales para el diseño de circuitos digitales. En circuitos digitales como los microprocesadores, los transistores actúan como interruptores de encendido y apagado; en MOSFET como tensión aplicada a la puerta determina si el interruptor está encendido o apagado.
Los transistores utilizados en circuitos analógicos no actúan como interruptores de encendido y apagado, sino que responden a una gama continua de señales de entrada con una gama continua de señales de salida. Los circuitos analógicos más comunes incluyen amplificadoresy generadores.
Los circuitos que interconectan o convierten circuitos digitales y analógicos se denominan circuitos de señal mixta.
Los dispositivos semiconductores de potencia son dispositivos discretos o circuitos integrados diseñados para aplicaciones de alta corriente o alta tensión. Los circuitos integrados de potencia combinan la tecnología de circuitos integrados con la de semiconductores de potencia y a veces se denominan dispositivos de potencia "inteligentes". Hay varias empresas especializadas en la producción de semiconductores de potencia.

### Identificadores de componentes
Los números de pieza de los dispositivos semiconductores suelen ser específicos de cada fabricante. Sin embargo, se ha intentado crear normas para los códigos de tipo, y un subconjunto de dispositivos las siguen. Por ejemplo, para dispositivos discretos existen tres normas: JEDEC JESD370B en Estados Unidos, Pro Electron en Europa y Japanese Industrial Standards (JIS).